# João Camacho
João Pedro Gomes Camacho (Funchal, 23 giugno 1994) è un calciatore portoghese, attaccante del Fatih Karagümrük.

## Caratteristiche tecniche
Gioca come ala destra, ma può essere impiegato anche nella fascia opposta.

## Palmarès

### Club

#### Competizioni nazionali
- Segunda Liga: 2

Nacional: 2017-2018
Moreirense: 2022-2023